# Caracas Indijanci
Caracas, pleme američkih Indijanaca nastanjeno u 16. stoljeću na području današnjeg grada Caracasa u Venezueli. Caracasi prvi puta dolaze u kontakt sa Španjolcima vjerojatno 1560. kada dolinu u kojoj se nalazi današnji Caracas otkriva Francisco Fajardo. On uz pomoć svojih konkvistadora nastoji otjerati domoroce iz tog područja, no Indijanci su žilavi hrabro se bore, pa su nadvladali Španjolce. 
Tek nakon utemeljenja Méride i reutemeljenja Caracasa (1567), Diego de Losada je konačno uspio ovladati cijelom dolinom. Ime plemena sačuvalo se u gradu koji je niknuo na njihovom tlu, kao i ime njihovog poglavice Caricuao, u jednom distriktu Caracasa
Plemena što su živjela u sjevernim predjelima Venezuele, Pariagoto, Chaima, Cumanagoto, Palenque, Píritu, Mariches, Tamanaco, Teque, Quiriquire, Ciparicoto, Bobure, Pemon ili Pemone, Motilones kao i Caracas,  jezično su pripadala porodici Cariban.